# Potentilla hubsugulica
Potentilla hubsugulica es una especie de planta del género Potentilla, perteneciente a la familia Rosaceae.

## Taxonomía
Potentilla hubsugulica fue descrita por Jiří Soják en 2003.

## Distribución
Se encuentra en el territorio de Mongolia.